# Nonnenfließ–Schwärzetal

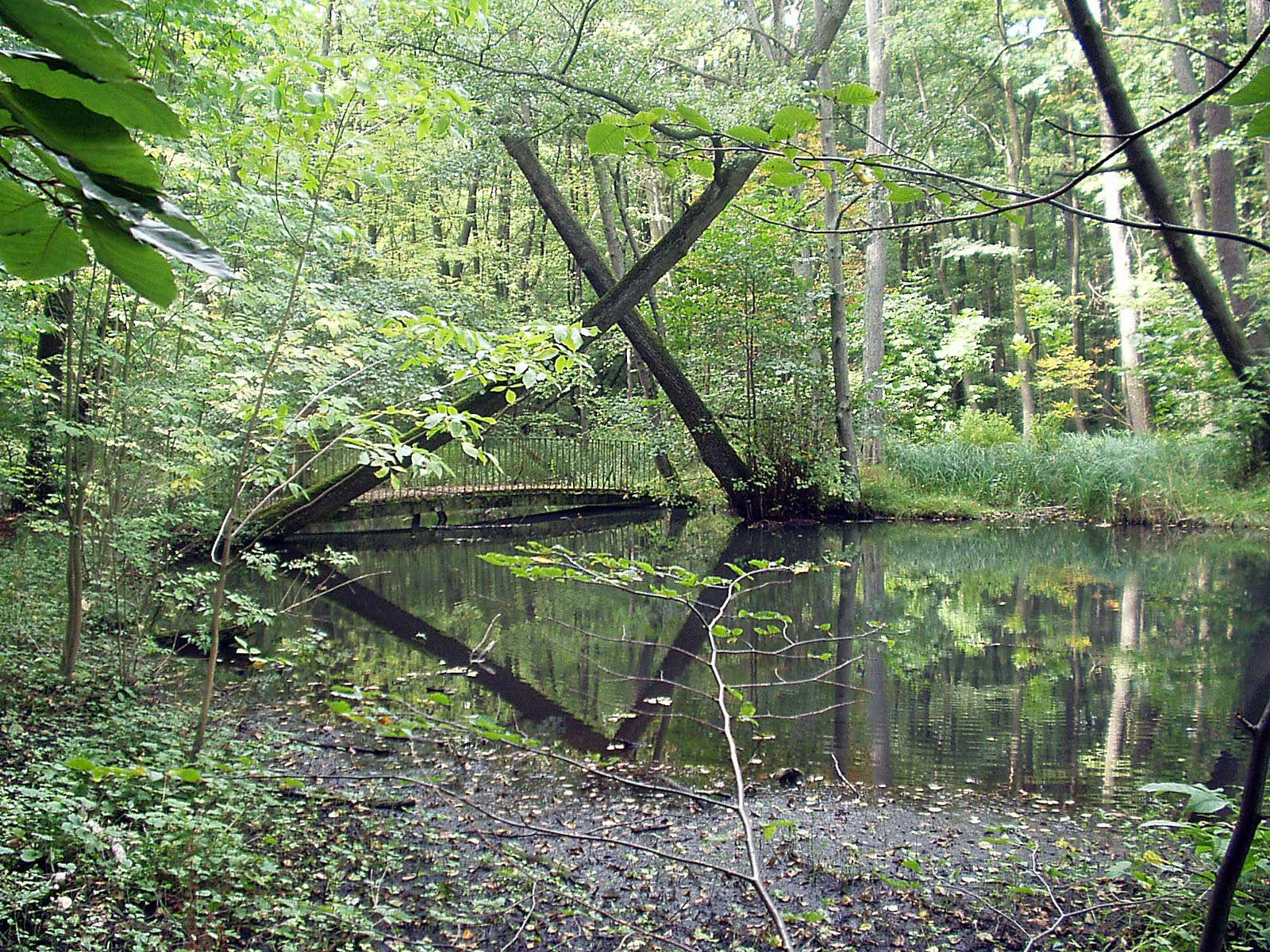
Naturschutzgebiet Nonnenfließ–Schwärzetal

Das Naturschutzgebiet Nonnenfließ–Schwärzetal liegt auf dem Gebiet der Landkreise Barnim und Märkisch-Oderland in Brandenburg.
Das Gebiet mit der Kenn-Nummer 1164 wurde mit Verordnung vom 12. November 1996 unter Naturschutz gestellt. Das ca. 520 ha große Naturschutzgebiet mit dem 19,8 ha großen Schwärzesee erstreckt sich südwestlich der Kernstadt von Eberswalde entlang der Schwärze und des Nonnenfließes. Durch das Gebiet hindurch verläuft die Landesstraße L 200, östlich verläuft die B 168 und südlich die L 29.